# 龍造寺家門
龍造寺 家門（りゅうぞうじ いえかど）は、戦国時代の武将。少弐氏の家臣。

## 生涯
肥前国の戦国大名・少弐氏の家臣である龍造寺家兼の子として誕生。母は片田江家貞の娘。
兄・家純の養子となり、水ヶ江龍造寺氏の当主の座を引き継ぎ、家純の子・周家を養子として後継者とした。
父・家兼は斜陽の少弐氏の柱石として活躍したが、天文4年（1535年）に少弐資元が自刃した際に大内氏との内通を疑われたため、少弐氏の旧家臣達から憎まれていた。しかし、少弐氏再興を願う少弐冬尚は、家兼との和解を図り、家兼も子の家門を少弐家の執権と据えることを条件に、これに同意。家兼ら龍造寺氏一門の協力もあり、少弐氏は見事再興を果たした。
ところが、家兼の過去の裏切りを憎む少弐氏の旧臣らは、家中で専横を極める家門ら龍造寺一門に対し義憤を感じ、天文14年（1545年）、馬場頼周を中心に龍造寺一族の抹殺を計画。家門は家純・周家父子や子・家泰らと共に暗殺された。家門の首を見た頼周は生前の専横に対する憎しみのあまり足蹴にしてさんざん侮辱したという。
なお、父・家兼はこの粛清から逃げ延び、筑後国の蒲池鑑盛に援助され、翌天文15年（1546年）には仇敵の馬場頼周父子を攻め滅ぼし龍造寺家再興を果たしている。

## 系譜
- 父：龍造寺家兼（1454-1546）
- 母：片田江家貞娘
- 室：不詳
  - 男子：龍造寺家泰
  - 男子：龍造寺鑑兼（1542-1607）
  - 女子：龍造寺胤栄室 - 後龍造寺隆信正室
  - 女子：小田政光室
  - 女子：堤貞元室
- 養子
  - 男子：龍造寺周家（1504-1545） - 龍造寺家純の子